# 정부공직자윤리위원회
정부공직자윤리위원회는 공직자 재산심사 및 공개와 퇴직공직자 취업제한제도 운영을 통하여 공직자의 부정한 재산증식을 방지하고 공무집행의 공정성을 확보하여 공직자의 윤리를 확립하기 위하여 설립된 대한민국 인사혁신처 소속기관으로 대통령이 위촉하는 위촉위원(위원장 포함) 5명과 정부부처 차관급 임명위원 4명 등 총 9명으로 구성된다. 서울특별시 종로구 세종로 77-6 정부중앙청사 1114호에 위치하고 있다.

## 설립 근거
- 공직자윤리법 제9조 및 동법시행령 제16조

## 설치

### 중앙정부(5개)
- 정부, 국회, 대법원, 헌법재판소, 중앙선거관리위원회에 설치

### 지방정부(262개)
- 각 지방자치단체(246)와 시도 교육청(17)에 설치

## 구성

### 위촉위원
- 위원장 포함 5인 (시·군·구 3인)
- 법관, 교육자, 학식과 덕망이 있는 자 또는 시민단체 추천인사

### 임명위원
- 부위원장 포함 4인 (시·군·구 2인)
- 정부공직자윤리위원회의 경우 정부 소속공무원 중에서 대통령이 임명

### 임기
- 위촉위원 : 2년(1차, 연임가능)
- 임명위원 : 재임기간

## 기능 및 권한

### 재산등록사항 심사 및 결과 처리

#### 재산등록사항의 심사
- 등록대상 재산의 과실누락자에 대한 보완명령
- 등록의무자에게 심사를 위하여 자료제출 요구, 서면질의 및 사실 확인을 위한 조사
- 국가기관·지방자치단체·공직유관단체·공공기관의 장에게 심사를 위하여 필요한 보고 또는 자료제출 요구
- 금융기관의 장에게 금융거래의 내용에 관한 자료제출 요구 및 수임 심사기관에 대한 자료제출요구 승인
- 등록의무자·배우자·직계존비속 및 기타 재산등록사항의 관계인에 대한 출석·진술 요구
- 허위등록 또는 직무상 알게 된 비밀을 이용하여 재물 또는 재산상 이익을 취득한 상당한 혐의가 있다고 의심되는 등록의무자에 대하여 법무부장관(군인·군무원은 국방부장관)에게 조사의뢰 및 수임 심사기관에 대한 조사의뢰 승인
- 재산공개자가 아닌 등록의무자의 등록재산 심사 위임

#### 심사결과의 처리
- 등록대상 재산을 거짓으로 기재하거나 중대한 과실로 누락·오기하거나 직무상 알게 된 비밀을 이용하여 재물 또는 재산상 이익을 취득한 사실이 인정되는 등록의무자에 대한 처리
  - 경고 및 시정조치
  - 2천만원 이하의 과태료 부과
  - 일간신문 광고란을 통한 허위등록사항의 공표
  - 해임 또는 징계(파면 포함)의결 요청
- 이상의 조치내용을 등록기관장 및 기타 관계기관장에게 통보

### 법 위반자에 대한 해임 또는 징계의결 요구
- 다음의 자에 대하여 해당 기관장에게 징계 및 해임요구
  - 재산등록을 하지 아니한 등록의무자
  - 재산변동신고 또는 주식거래 내역신고를 하지 않거나 소명자료의 첨부 등을 하지 아니한 등록의무자
  - 허가 없이 등록사항을 열람·복사하거나 이를 하게 한 공직자
  - 허위등록 등 불성실하게 재산등록을 한 등록의무자
  - 공직자윤리위원회의 등록사항 심사에 응하지 않은 등록의무자
  - 재산등록사항을 공직자윤리법에 정한 목적 외에 이용한 공직자
  - 재산등록사항을 다른 사람에게 누설한 공직자
  - 외국 또는 외국정부로부터 받은 선물을 신고 또는 인도하지 않은 공직자

### 재산공개 및 기타
- 관할 재산공개대상자에 대한 등록재산의 공개
- 재산등록사항의 열람·복사 허가
- 재산등록·선물신고 및 퇴직공직자의 취업제한에 관한 실태와 감독, 그 밖에 공직자윤리위원회의 활동에 관한 연차보고서를 중앙 5개 공직자윤리위원회는 국회에, 지방자치단체 및 시·도교육청 공직자윤리위원회는 지방의회에 제출(법 제20조의2, 영 제36조)
- 공직자윤리위원회 운영규정 제정

### 퇴직공직자 취업승인 등
- 퇴직 공직자의 유관 영리사기업체 및 협회에의 취업승인
- 관계 중앙행정기관의 장에게 취업제한 위반자에 대한 취업해제 조치의 강구 요청

### 회의·의결
- 공직자윤리위원회의 회의의결에 관한 사항은 대통령령, 국회·대법원·헌재·선관위 규칙, 자치단체 조례로 규정